# 토박스코리아
주식회사 토박스코리아(영어: Toe Box Korea)는 대한민국의 프리미엄 유아동 브랜드 기업이다.
한국에서 프리미엄 브랜드 유아동 신발을 유통하고 있다